# Jean-Paul Riopelle
Jean-Paul Riopelle, född 7 oktober 1923 i Montréal, Kanada, död 12 mars 2002, var en kanadensisk målare och skulptör.

## Biografi
Riopelle började studerade arkitektur och fotografi vid École Polytechnique år 1941. År 1942 blev han inskriven vid École des Beaux-Arts de Montréal men flyttade till den mindre akademiska École du Meuble där han tog examen 1945.
Han studerade under Paul-Émile Borduas på 1940-talet och var medlem av Les Automatistes rörelse. Han bröt med de traditionella konventionerna 1945 och efter att han läst André Breton's Le Surréalisme et la Peinture, började han experimentera med icke-objektiv (eller icke-representativ) målning. Han var också en av undertecknarna av Refus globala manifest. 
År 1947 flyttade Riopelle till Paris där han, efter en kort association med surrealister levde på sin image som en "vild kanadensare". Hans första separatutställning ägde rum 1949 på den surrealistiska mötesplatsen, Galerie La Dragonne i Paris.
År 1959 inledde han ett förhållande med den amerikanska målaren Joan Mitchell. De bodde tillsammans under 1960-talet, men hade separata hem och ateljéer nära Giverny, där Claude Monet hade bott. De påverkade varandra i hög grad, såväl intellektuellt som konstnärligt, men deras förhållande var stormigt, påverkat av alkohol. Förhållandet slutade 1979. Hans målning Hommage à Rosa Luxemburg, 1992, är hans hyllning till Mitchell, som dog samma år, och betraktas som en höjdpunkt bland hans senare verk.
Riopelle blev berömd på 1950-talet som en av den europeiska spontanismens förgrundsfigurer. I lysande färger byggde han upp målningar med palettknivens hjälp, så att de får en reliefartad yta, och fyller dukarna med slingor och tecken. Han blev den första kanadensiska målaren, sedan James Wilson Morrice, att uppnå ett omfattande internationellt erkännande.

## Hedersbetygelser

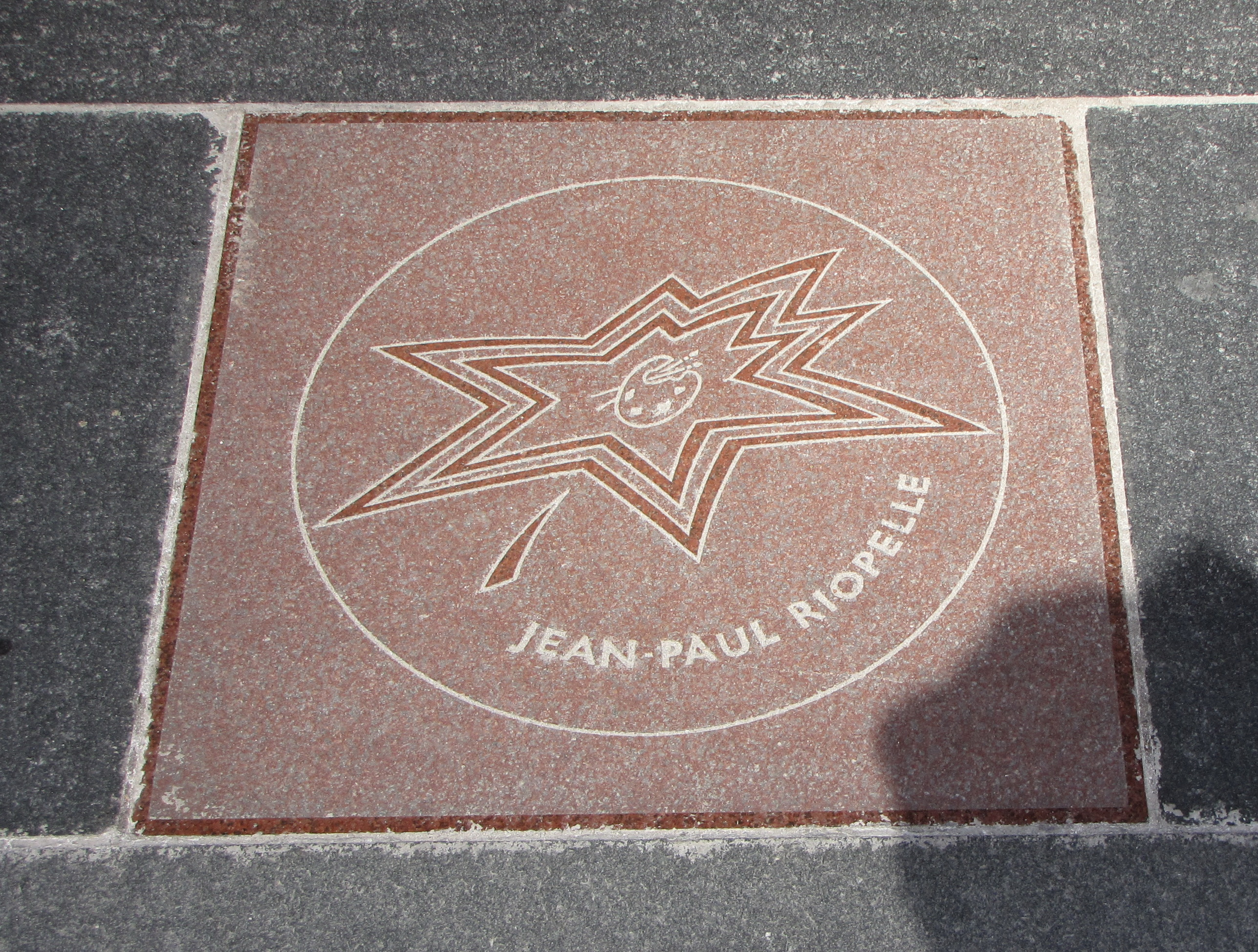
Jean-Paul Riopelles stjärna på Kanadas Walk of Fame.

Riopelle representerade Kanada på 1962 Venedigbiennalen. År 1969 gjordes han en Companion av Order of Canada, och började tillbringa mer tid i Kanada. Han fick ett speciellt erkännande av UNESCO för sitt arbete. Ett av hans största verk, Point de rencontre, var ursprungligen avsett för Torontos flygplats, men finns nu i Opéra Bastille i Paris. 
År 1988 utsågs han till kommendör av National Order of Quebec och befordrades till Grand Officer 1994. År 2000 installerades han i Kanadas Walk of Fame.
I juni 2006 organiserade Montreals Museum of Fine Arts en retrospektiv utställning som presenterades vid Eremitaget i Sankt Petersburg, Ryssland och Musée Cantini i Marseille, Frankrike. Montreal Museum of Fine Arts, Göteborgs konstmuseum har, i sina permanenta samlingar ett antal av hans verk, som spänner över hela hans karriär.
En uppsättning av frimärken föreställande delar av Riopelles målning L'Hommage à Rosa Luxemburg gavs ut av Kanadas Post den 7 oktober 2003.